# Harold MacMichael

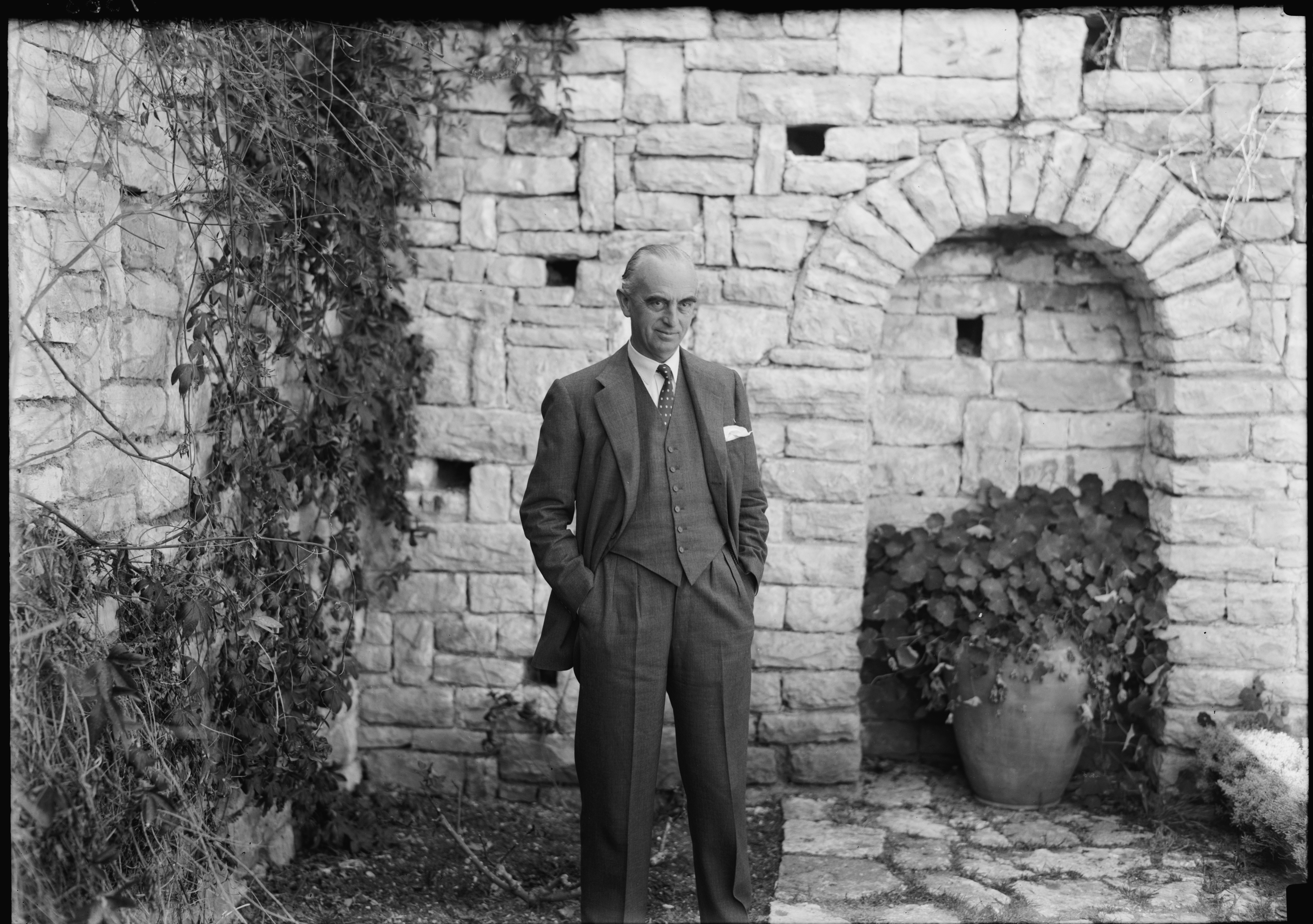
Harold MacMichael tussen 1934 en 1939

Sir Harold Alfred MacMichael (15 oktober 1882 – 19 september 1969) was een Brits koloniaal bestuurder.

## Loopbaan
MacMichael studeerde aan het Magdalene College in Cambridge. Na zijn ambtenarenexamen werd hij ambtenaar in de Britse kolonie Soedan. In 1915 werd hij Senior Inspector in Khartoem en in 1926 Civil Secretary.
Van 1933 tot 1937 was hij gouverneur van Tanganyika. Het jaar erop werd hij Hoge Commissaris van het Mandaatgebied Palestina. In 1944 pleegde de Joodse terreurorganisatie Lechi een mislukte moordaanslag op MacMichael. Hierna werd hij naar Brits Malaya gestuurd, waar hij betrokken was bij de vorming van de Unie van Malaya. Zijn laatste jaren als koloniaal bestuurder bracht MacMichael door in Malta.